# Crème Bonjour
Crème Bonjour — финский производитель разнообразных сливочных сыров, спредов и творожных кремов.

## История
Crème Bonjour работает в Финляндии с 1984 года. В 1990-е годы производство было перенесено в Швецию. Причина — закрытие заводов Unilever в Финляндии.
Кроме Финляндии, продукция Crème Bonjour продаётся также на других рынках, например, в Швеции. С 2005 по 2017 год продукция Crème Bonjour продавалась также в России (до 2006 года — под названием Rama Crème Bonjour). В настоящее время похожие продукты продаются в России под названием Almette.
В 2016 году Crème Bonjour занял третье место в ежегодном исследовании Brand Valuation, проводимом журналами Markkinointi & Mainonta и Taloustutkimus.